# Brewster-Douglass Housing Project
Das Brewster-Douglass Housing Project war das größte soziale Wohnungsbau für Afroamerikaner der Stadt Detroit. Benannt wurde die Anlage nach Frederick Douglass, einem afroamerikanischen Schriftsteller und Abolitionisten. Der Gebäudekomplex steht seit 2008 vollständig leer. Die Wohnanlage wurde unter anderem von Motown-Berühmtheiten wie Diana Ross, Mary Wilson, Florence Ballard, Lily Tomlin und Smokey Robinson & the Miracles bewohnt.

## Geschichte
Die ersten Bemühungen, im Jahr 1933 ein staatlich finanziertes soziales Wohnbauprojekt ausschließlich für Afroamerikaner zu realisieren, wurden international mit großem Interesse verfolgt.
Zu dieser Zeit, in der Rassentrennung normal war, wurde die Planung sehr skeptisch gesehen. Die  Angst vor Wertverlust der angrenzenden Grundstücke führte anfangs zu gewalttätigen Ausschreitungen gegen die neuen Bewohner.

## Gebäude
Die Frederick-Douglass-Wohnanlage wurde zwischen 1942 und 1955 von den Architekten Harley Ellington & Day of Detroit geplant und gebaut. Die Anlage setzte sich aus zwei 6-stöckigen Flachbauten und sechs 14-stöckigen Türmen zusammen. Die Türme waren ein Teil des ursprünglich noch größeren Brewster-Douglass Housing Project. Der gesamte Komplex war fünf Blöcke lang und drei Blöcke breit und wurde zeitweise von 8.000 bis 10.000 Menschen bewohnt.

## Bewohner
Errichtet wurde die Anlage für die Working Poor. Um hier wohnen zu dürfen, musste die Erwerbstätigkeit mindestens eines Elternteils vor der Detroit Housing Kommission belegt werden. Das System brach in den späten 1960er Jahren zusammen, als wohlhabendere Bewohner in die Vororte zogen, um der anwachsenden Kriminalität zu entgehen.
Die Hastings Street an der südlichen Kante der Brewster-Douglass-Homes galt in Detroit als Zentrum schwarzer Kultur zwischen 1920 und 1950. Hier lernten sich unter anderem die Supremes kennen.
Als die Hastings Street den Ausweitungen der Autostadt mit dem Chrysler Freeway zum Opfer fiel, zog ein großer Teil der Bewohner zwischen 1963 und 1968 in die Gegend um die 12th Street, die heutige Rosa Parks Street, wo die Rassenunruhen in Detroit 1967 ausbrachen.
Trotz Renovierungsarbeiten wurden 1994 die Flachbauten abgerissen und durch 250 Stadthäuser ersetzt. Nachdem eine Studie belegte, dass 42 % aller sozialen Wohnungsbauten in Detroit leerstanden, wurden 2003 zwei der sechs Türme abgerissen.

## Heute
Die komplette Anlage war lange unbewohnt; die letzten vier Türme standen entlang des Chrysler Freeways, bis sie 2014 abgerissen wurden.